# Jovellana violacea
Jovellana violacea är en toffelblomsväxtart som först beskrevs av Antonio José Cavanilles, och fick sitt nu gällande namn av George Don jr. Jovellana violacea ingår i släktet Jovellana och familjen toffelblomsväxter. Inga underarter finns listade i Catalogue of Life.

## Bildgalleri

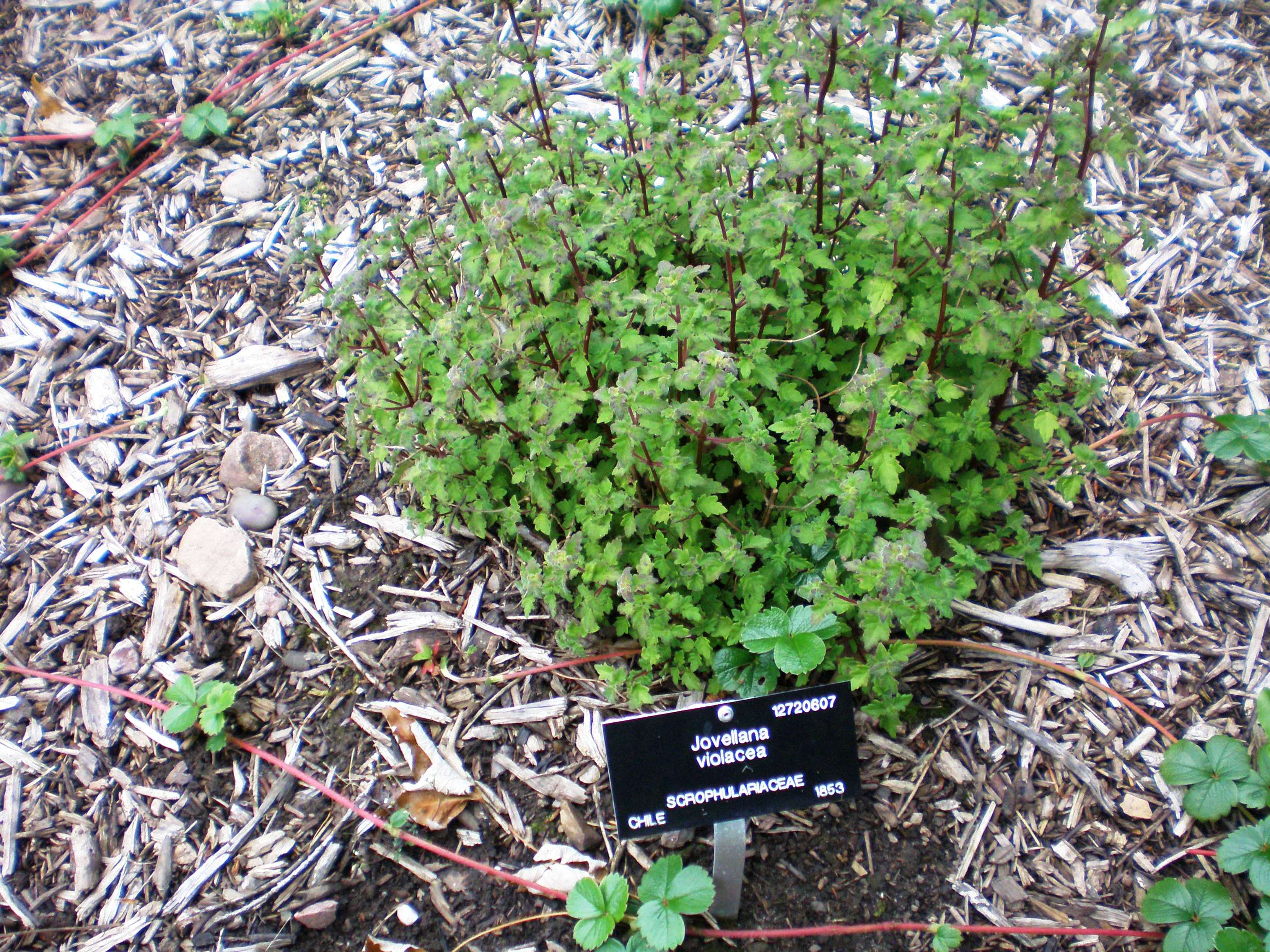